# Łyżnik

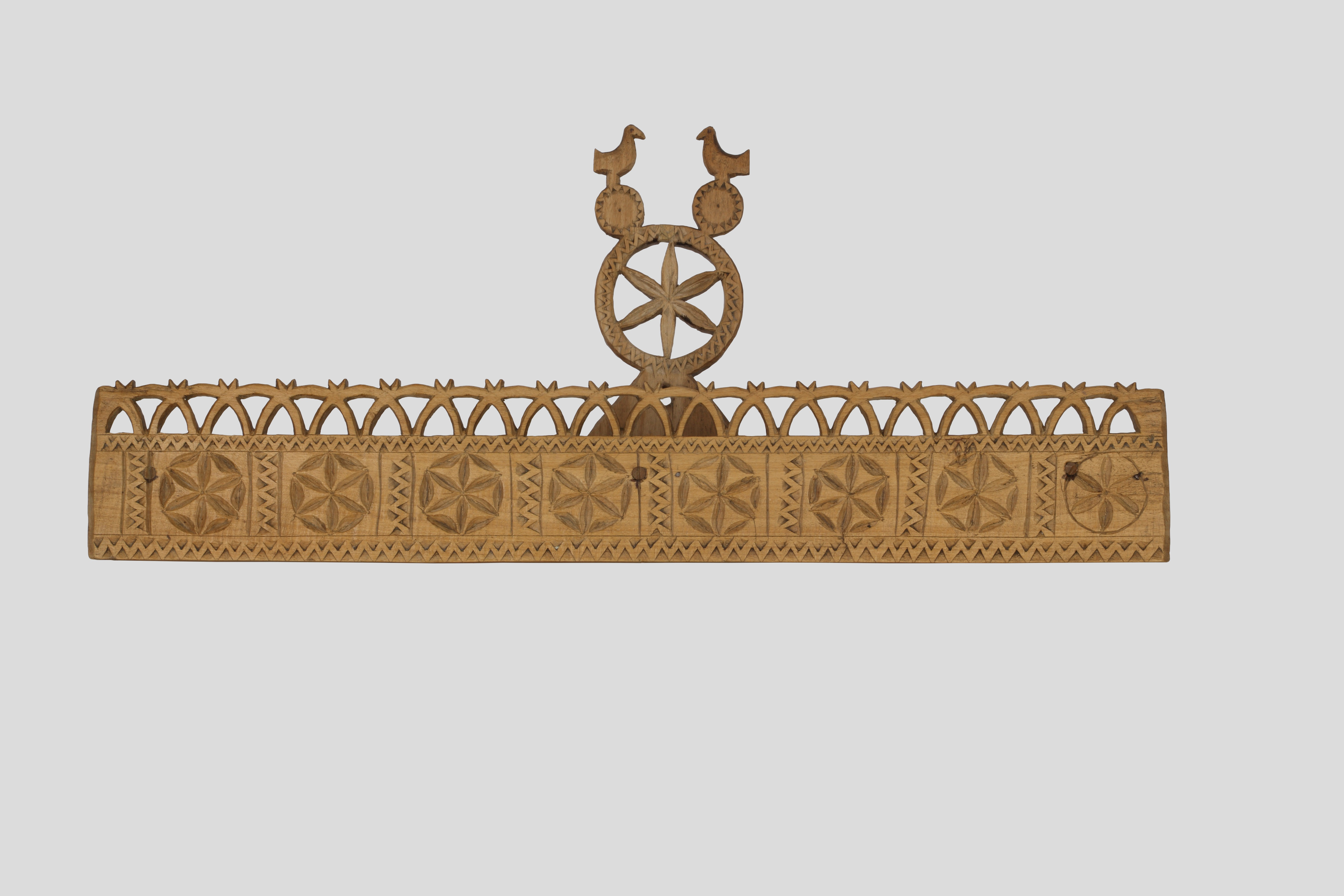
Łyżnik w
Muzeum Tatrzańskim w Zakopanem

Łyżnik – półka służąca do zawieszania łyżek. 
Łyżniki występowały w całej Polsce. Były różnej konstrukcji: z pojedynczej listwy, szafeczkowe, lub dwu, oraz trzy-poziomowe.
Łyżniki – pośród pozostałych przedmiotów domowych – były najbardziej zróżnicowane i bardzo bogato zdobione. Przeważały ornamenty geometryczne, rzadziej motywy roślinne, brzegi były profilowane. Listwa zasłaniająca właściwą osadkę na łyżki zdobiona była ornamentem w układzie pasowym w kilku rzędach.
Na Podhalu różnorodna ornamentyka snycerska reprezentowała wysoki poziom dlatego, że kilkumiesięczny okres spędzony na halach podczas wypasu owiec wypełniano struganiem drewnianych sprzętów gospodarstwa domowego. Władysław Matlakowski w monografii sztuki podhalańskiej przerysował ponad 60 egzemplarzy, każdy był inaczej zdobiony.
Władysław Matlakowski tak opisał łyżniki podhalańskie w: Zdobienie i sprzęt ludu polskiego na Podhalu . 

Między półką a słupcem drzwi przybity jest łyżnik, sprzęt konieczny w chałupie. Składa się on z osadki, opatrzonej dziurami okrągłemi lub czworogrannemi w jeden lub dwa rzędy oraz tarczy, zawsze ozdobionej, czasami zaś po prostu wykwintnej roboty.
Większość łyżników jest barwy rodzimej drzewa, z których zrobione, zatem od jasnożółtawej jaworu do ciemnoczerwonej starego cisu, lecz od zaczernienia i czasu nabierają ciemnej, prawie czarnej barwy. Niektóre bywają malowane różnobarwnie. Rozmaitość pomnażają jeszcze ozdobne wieszadełka, w kształcie kółka ryzowanego lub krzyżyka, podwójnego krzyża, kapliczki, orła itp. - wiele łyżników mają tylko uszy boczne